# 33573 Hugrace
33573 Hugrace è un asteroide della fascia principale. Scoperto nel 1999, presenta un'orbita caratterizzata da un semiasse maggiore pari a 2,3743388 UA e da un'eccentricità di 0,1411036, inclinata di 7,67843° rispetto all'eclittica.